# Ялинки 3
Ялинки 3 (рос. Ёлки 3) — російська новорічна кінокомедія 2013 року, продовження стрічки Ялинки 2 (2011). В прокат в Україні та Росії фільм вийшов 26 грудня 2013 року.

## У ролях
- Іван Ургант — Борис Воробйов (успішний бізнесмен)
- Сергій Свєтлаков — Євгеній Павлович (найкращий друг Бориса)
- Петро Федоров — Микола Кравчук (Настасієв батько)
- Анна Чиповська — Олена Кравчук (Настасієва мати)
- Валерія Стреляєва — Настя (донька Миколи Кравчука)
- Гоша Куценко — Андрій Миколайович (професор)
- Валентин Гафт — Микола Петрович (одинокий арештант)
- Тетяна Догілєва — Марта Петрівна (лікар у психлікарні)
- Марія Шукшина — Наталія (дружина Миколи Петровича)
- Ігор Савочкін — Олексій Колесников, працівник автосалону, батько Мишка

## Знімальна група
- Режисер — Ольга Харіна, Дмитро Кисельов, Олександр Котт
- Сценарист — Ольга Харіна, Анна Матісон
- Продюсер — Тимур Бекмамбетов, Іва Стромілова, Ольга Харіна
- Композитор — Олег Карпачов, Павло Єсенін, Микола Фоменко